# Eli'ezer Livne
Eli'ezer Livne (hebrejsky: אליעזר ליבנה, rodným jménem Eli'ezer Liebenstein, žil 2. prosince 1902 – 1. březen 1975) byl sionistický aktivista, izraelský politik a poslanec Knesetu za stranu Mapaj.

## Biografie
Narodil se ve městě Lodž v tehdejší Ruské říši (dnes Polsko). V Polsku vystudoval střední školu. V roce 1925 přesídlil do dnešního Izraele. V letech 1937–1939 studoval v Anglii. V letech 1923–1939 byl členem kibucu Ejn Charod.

## Politická dráha
V roce 1923 se stal tajemníkem zaměstnanecké rady v Haifě. V letech 1928–1930 a 1933–1935 byl sionistickým vyslancem v Německu s cílem podpořit emigraci tamních Židů a převod jejich majetku. V letech 1939–1942 vydával list Marachot, v letech 1942–1947 ilegální tiskovinu Ašnav, zároveň k v letech 1942–1960 be-Terem. V roce 1957 odešel ze strany Mapaj, spolu s politiky Šmu'el Tamir a Ješajahu Leibowitzem zakládal v roce 1959 politické hnutí ha-Mištar ha-chadaš, z něhož ale již roku 1960 odešel. Po šestidenní válce patřil mezi zakladatele Hnutí za Velký Izrael.
V izraelském parlamentu zasedl už po volbách v roce 1949, kdy kandidoval za Mapaj. Byl členem výboru pro zahraniční záležitosti a obranu. Mandát obhájil i ve volbách v roce 1951, kdy opět kandidoval za Mapaj. Byl i nadále členem parlamentního výboru pro zahraniční záležitosti a obranu.